# Otto Lasch
Otto Lasch   (Pszczyna, 25 de juny de 1893 - Bad Godesberg, 29 d'abril de 1971) fou un oficial alemany d'alt rang durant la Segona Guerra Mundial.
El 1919 es casà amb Lisette Wrobel. Arribà a general el 1942, i el 28 de gener de 1945 va ser designat comandant de la ciutat de Königsberg, a la Prússia Oriental. Aquesta plaça era un important bastió defensiu medieval, i va ser la primera capital alemanya conquerida per l'Exèrcit Roig durant la guerra. Per preparar-se per l'atac, es creà un cinturó defensiu de 53 kilòmetres al voltant de la ciutat, lliurant-se ferotges combats entre gener i abril de 1945, després del setge i la batalla per la ciutat per l'Exèrcit Roig.
Aïllat de la resta de les tropes alemanyes, Lasch demanà autorització per rendir-se el 7 d'abril, petició denegada per Adolf Hitler. Tot i això, Lasch acabà rendint-se als soviètics el 9. Quan Adolf Hitler se n'assabentà, ordenà la seva execució immediata, que no es pogué portar a terme perquè Lasch estava captiu en mans soviètiques. No obstant això, la seva família va ser arrestada per les autoritats nazis. El general Otto Lasch va ser alliberat a l'octubre de 1955.

## Promocions
- Cadet (Fähnrich) (22 de març de 1914)
- Tinent de 2a (Leutnant) (07 d'agost de 1914)
- Tinent (Oberleutnant) (22 de març de 1918)
- Tinent de Policia (Polizei-Oberleutnant) (01 de gener de 1920)
- Capità de Policia (Polizei-Hauptmann) (01 d'abril de 1921)
- Major de Policia (Polizei-Major) (06 de novembre de 1933)
- Major (Major) (15 d'octubre de 1935)
- Tinent Coronel (Oberstleutnant) (01 de gener de 1937)
- Coronel (Oberst) (01 Desembre de 1939)
- Major General (Generalmajor) (01 d'agost de 1942)
- Tinent General (Generalleutnant) (01 d'abril de 1943)
- General d'Infanteria (General der Infanterie) (09 de novembre de 1943)

## Carrera
- Entra a l'Exèrcit (27 de març de 1913)
- Fahnenjunker al 2n Jäger-Battalion (27 de març de 1913 – 2 d'agost de 1914)
- Cap de Companyia al 2n Jäger-Battalion (2 d'agost de 1914 – Novembre de 1914)
- Ferit, a l'hospital (novembre 1914-1945)
- Adjunt al 2n Jäger-Battalion (1915)
- Observador al 52è Batalló de Vol (1915-1920)
- Transferit a la Policia (1 de gener de 1920)
- Amb la Policia a Kyck (1920 – 1924)
- Amb l'Administració de Policia a Magdeburg (1924-1927)
- A l'escola de policia de Sensburg (1927-1934)
- Oficial en Cap d'Intel·ligència de Breslau
- Transferit a l'Exèrcit (15 d'octubre de 1935)
- Amb l'Estat Major del 45è Regiment d'Infanteria (15 d'octubre de 1935 – 1 d'octubre de 1936)
- Comandant del III Batalló del 3r Regiment d'Infanteria (1 d'octubre de 1936 – 26 d'octubre de 1939)
- Comandant del 43è Regiment d'Infanteria (26 d'octubre de 1939 – 12 de setembre de 1942)
- A la Reserva (12 de setembre de 1942 – 27 de setembre de 1942)
- Comandant de la 217a Divisió d'Infanteria (27 de setembre de 1942 – octubre de 1943)
- Comandant de la 349a Divisió d'Infanteria (20 de novembre de 1943 – 1 de setembre de 1944)
- Comandant del LXIV Cos d'Exèrcits (1 de setembre de 1944 – 1 de novembre de 1944)
- Comandant General del I Reemplaçament de Cos d'Exèrcit i Comandant al 1r Districte Militar (novembre 1944 – 9 d'abril de 1945)
- Comandant de la Fortalesa de Königsberg (28 de gener de 1945 – 9 d'abril de 1945)
- Captiu dels Soviètics (9 d'abril de 1945 – 8 d'octubre de 1955)
- Llicenciat de l'Exèrcit (8 d'octubre de 1955)

## Condecoracions
- Creu de Cavaller de la Creu de Ferro amb Fulles de Roure
- Creu de Ferro 1914 de 1a Classe
- Creu de Ferro 1914 de 2a Classe
- Creu d'Honor dels Combatents de 1914-18
- Barra de 1939 a la Creu de Ferro 1914 de 1a Classe
- Barra de 1939 a la Creu de Ferro 1914 de 2a Classe
- Medalla de la Campanya d'Hivern a l'Est 1941/42
- Creu dels 25 anys de Servei a la Wehrmacht
- Medalla dels 12 anys de Servei a la Wehrmacht
- Butlletí de la Wehrmacht: 01.07.1941; 02.07.1942; 12.04.1945